# Cavalement

Le mouvement de cavalement (3)

Le cavalement désigne le déplacement horizontal d'un bateau selon l'axe longitudinal (d'avant en arrière), c'est l'un des trois déplacements possibles d'un navire avec l'embardée et le pilonnement,,.
Il est causé en général par la rencontre avec les vagues et freiné par la résistance de l'eau et du tirant d'air vers l'avant. Le mouvement vers l'avant est le mouvement utile d'un navire en marche, les autres mouvements (embardée et pilonnement) étant des mouvements parasites.

## Tableau de synthèse
| Axe de rotation ou de déplacement | Déplacement                                                    | Mouvement rotationnel | Mouvement rotationnel                                   | Angle                            | Schéma |
| --------------------------------- | -------------------------------------------------------------- | --- | ------------------------------------------------------- | -------------------------------- | ------ |
| x : Longitudinal                  | Cavalement (3) : Déplacement horizontal d'avant en arrière     | Roulis (6) : Oscillation latérale de bâbord à tribord (vagues, vent...)                                                             | Axe de rotation dans la plus grande longueur du bateau. | Gite / Angle de roulis           |        |
| y : Transversal                   | Embardée (2) : Déplacement horizontal latéral                  | Tangage (5) : Oscillation d'avant en arrière, la proue se relève et s'abaisse (vagues...)                                           | Axe de rotation dans la largeur du bateau               | Assiette (pas de sens en marine) |        |
| z : Vertical                      | Pilonnement (1) : Déplacement vertical de l'altitude du bateau | Lacet (4) : Oscillation sur le plan horizontal, modifiant le cap (mouvement de la barre, dérive lié au courant, au vent, vagues...) | Axe de rotation coaxiale au mât                         | Cap                              |        |